# Gush Dan
Pour les articles homonymes, voir Dan.
 (février 2019).

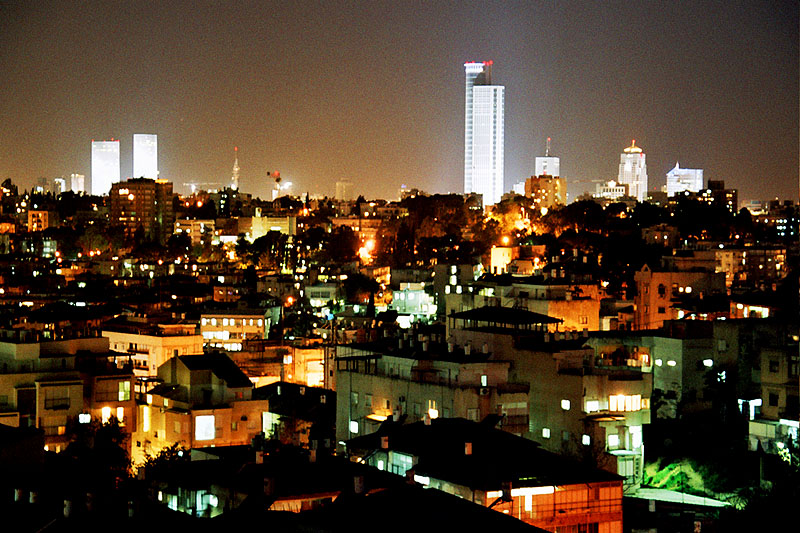
Le Gush Dan de nuit.

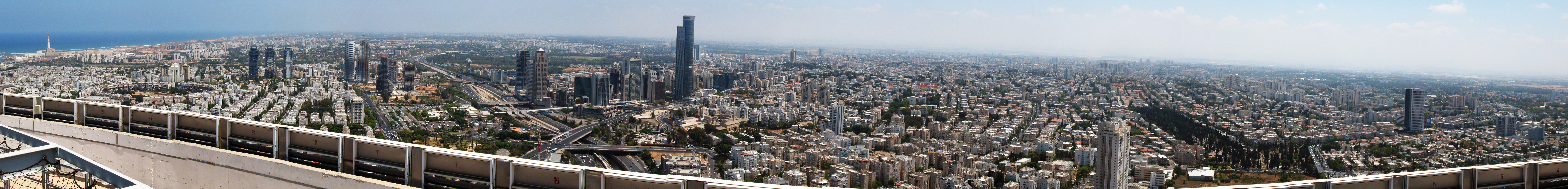
Panorama.

Le Gush Dan (en hébreu : גוש דן, littéralement : le bloc de Dan) est le nom de la métropole de Tel Aviv qui compte environ 3,5 millions d'habitants dont 3,3 millions de Juifs israéliens et près de 177 700 Arabes israéliens selon le dernier recensement fin 2012. Elle comprend au total 254 localités.
Le nom provient de la tribu de Dan, une des tribus d'Israël, fondée par Dan, un des douze fils de Jacob-Israel.
Le Gush Dan se compose principalement des villes de Tel Aviv-Jaffa, Bat Yam, Holon, Ramat Gan, Givatayim, Bnei Brak, Or Yehuda, Kiryat Ono, Petah Tikva, Yehud, Ramla, Lod, Rishon LeZion, Ness Ziona et Rehovot.
Plusieurs villes de la plaine de Sharon sont également considérées comme faisant partie du Gush Dan : Herzliya, Hod HaSharon, Kfar Saba, Raanana, Ramat HaSharon. On considère que les districts de Tel-Aviv et du centre compose le Gush Dan. Ces deux districts constituent la zone la plus développée et la plus dense en population du pays et de la région (environ 2 291 hab/km2) . Le PIB du Gush Dan correspondrait à l'équivalent de celui de Vienne et de son agglomération à fin 2008. Le Gush Dan concentre également une importante industrie high-tech dues aux universités de renommées telles que l'université de Tel-Aviv.

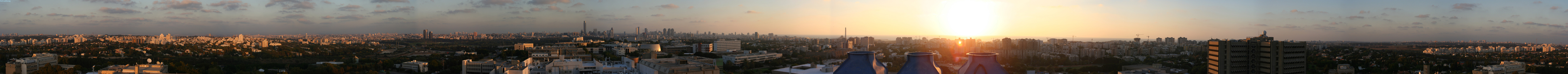
Vue de l'agglomération de Tel-Aviv - photo prise en 2005 au nord de la ville.

## Décomposition de la population de l'agglomération

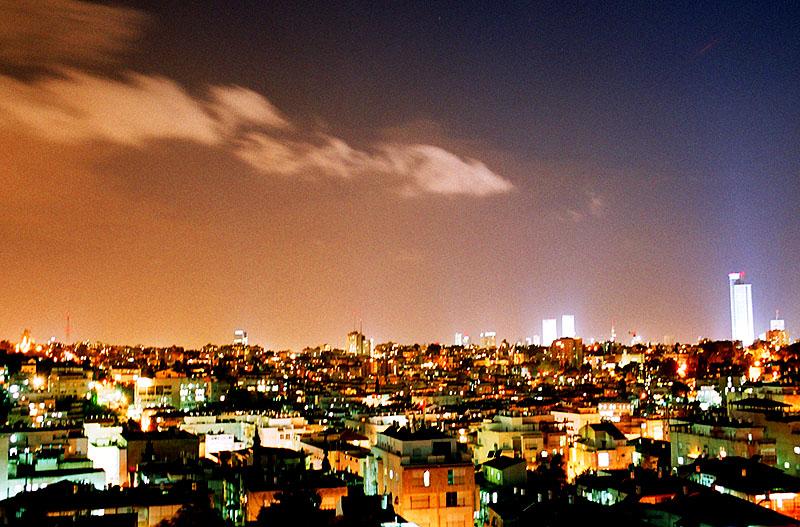
Coucher de soleil sur le Gush Dan.

L'agglomération compte environ 3,5 millions d'habitants fin 2012 et connait une croissance naturelle de 1,7 %/an.

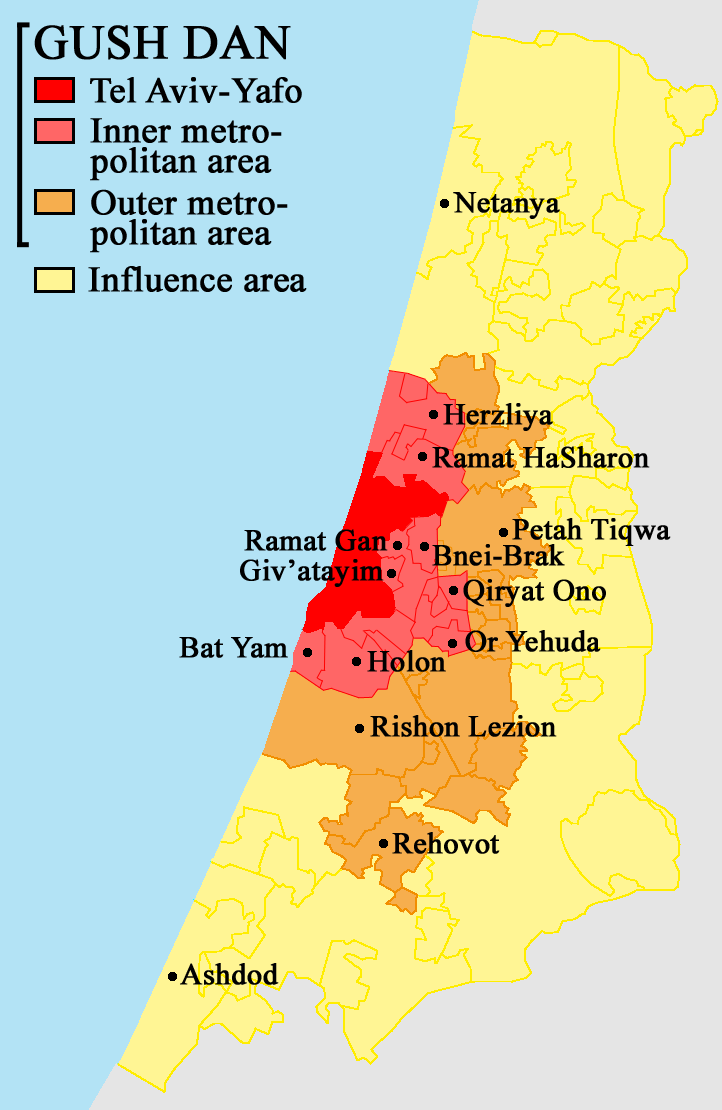
Agglomération.

CBS, l'institut de statistique israélien, décompose l'agglomération en quatre zones.

### Core
Core comprend Tel-Aviv — la ville seule — et les quartiers de Ramat Aviv au nord du Yarkon.
- Population : 414 600 habitants
- Juifs et autres : 397 300, Arabes 17 200
- Croissance : 1,4 %/an en 2012
- Densité : 8 148 hab./km2

### Inner Ring
Inner Ring forme la très proche banlieue : villes collées à Tel-Aviv même, dont Ramat-Gan, Givatayim et Bnei Brak à l'est, Bat Yam et Holon au sud en particulier.  
- Population : 903 700 habitants
- Juifs et autres : 902 500, Arabes 1 300
- Croissance : 1 %/an en 2008
- Densité : 7 504 hab./km2

### Middle Ring
Middle Ring constitue la banlieue de Tel-Aviv, situé entre 10–20 km du centre. Elle comprend en particulier des villes importantes tels que Rishon LeZion (la 4e ville la plus peuplée en Israël avec 226 100 habitants) et Petah Tikva, importante ville industrielle et centre du groupe pharmaceutique Teva Pharmaceutical Industries (situé à l'est, elle compte 193 900 habitants)
- Population : 1 083 000 habitants
- Juifs et autres : 1 046 500, Arabes 36 500
- Croissance : 2,0 %/an en 2008
- Densité : 3 724 hab./km2

### Outer Ring
Outer Ring forme la lointaine banlieue — villes situés à plus de 30 km dont Netanya (192 200 habitants) au nord, Modiin (110 000 hab) situé entre Tel-Aviv et Jérusalem, Ashdod (214 900 hab) important centre portuaire considéré comme étant le port de Tel-aviv (Haifa étant trop au nord).
- Population : 1 062 800 habitants
- Juifs et autres : 940 200, Arabes 122 600
- Croissance : 2,1 %/an en 2012
- Densité : 1 012 hab./km2